# Västeråbygden
Västeråbygden (1640) eller Västeråns bergslag var den del av Stora Kopparbergs socken som låg nordväst om sjön Varpan och omkring sjöarna Grycken, Tansen och Gopen.

## Äldre byar och gårdar
Bland äldre byar och gårdar kan nämnas:
- Harmsarvet, omnämnt första gången 1542 (?). Förleden i namnet kommer enligt Harry Ståhl av mansnamnet Herman. Skall inte förväxlas med Harmsarvet vid sjön Stora Vällan.
- Norlingberg, tidigare Berg. Omnämnt första gången 1569. Bergsfrälse 1640.
- Tomsarvet, omnämnt första gången 1452.
- Gassarvet, omnämnt första gången 1452. Urminnes bergsfrälse. Enligt Harry Ståhl är förleden dunkel.
- Slättmyra, omnämnt första gången 1569.
- Larsarvet, omnämnt första gången 1617. Senare adelsfrälse under Grycksbo (se nedan).
- Tansbo, omnämnt första gången 1569. Senare adelsfrälse under Grycksbo (se nedan).
- Juskbo, omnämnt första gången 1663. Senare adelsfrälse under Grycksbo (se nedan).
- Grycksbo, omnämnt första gången 1382. Idag tätort.
- Alvik, ursprungligen Änkebyn, omnämnt första gången 1539. Namnet ändrades till det nuvarande under 1800-talet.
- Tjärntäkt, ursprungligen Käringtäkt, omnämnt första gången 1542. Urminnes bergsfrälse.
- Bengtsarvet, omnämnt första gången 1505.
- Bergsgården, omnämnt första gången 1418. Förleden i namnet är enligt Harry Ståhl ordet Barfred. Bergsfrälse 1569.
- Botäkt, bergsfrälse 1569.
- Varbo, omnämnt första gången 1542. Förleden i namnet kommer neligt Harry Ståhl av sjönamnet Varpan.
- Bäckehagen, herrgård omnämnd första gången 1734.